# Luis Doreste Blanco
Luis Doreste Blanco (ur. 7 marca 1961 w Las Palmas) – hiszpański żeglarz sportowy. Dwukrotny złoty medalista olimpijski.
Cztery razy brał udział w igrzyskach olimpijskich (1984–1996). Pierwsze złoto wywalczył w debiucie w Los Angeles, w klasie 470, wspólnie z Roberto Moliną. Po drugie sięgnął osiem lat później, tym razem na Latającym Holendrze, a jego partnerem był Domingo Manrique. Na igrzyskach w Barcelonie (1992) składał ślubowanie olimpijskie. W różnych klasach był mistrzem świata i Europy.

## Starty olimpijskie (medale)
Los Angeles
- 470 -  złoto

Barcelona 1992
- Latający Holender -  złoto